# زم‌پای

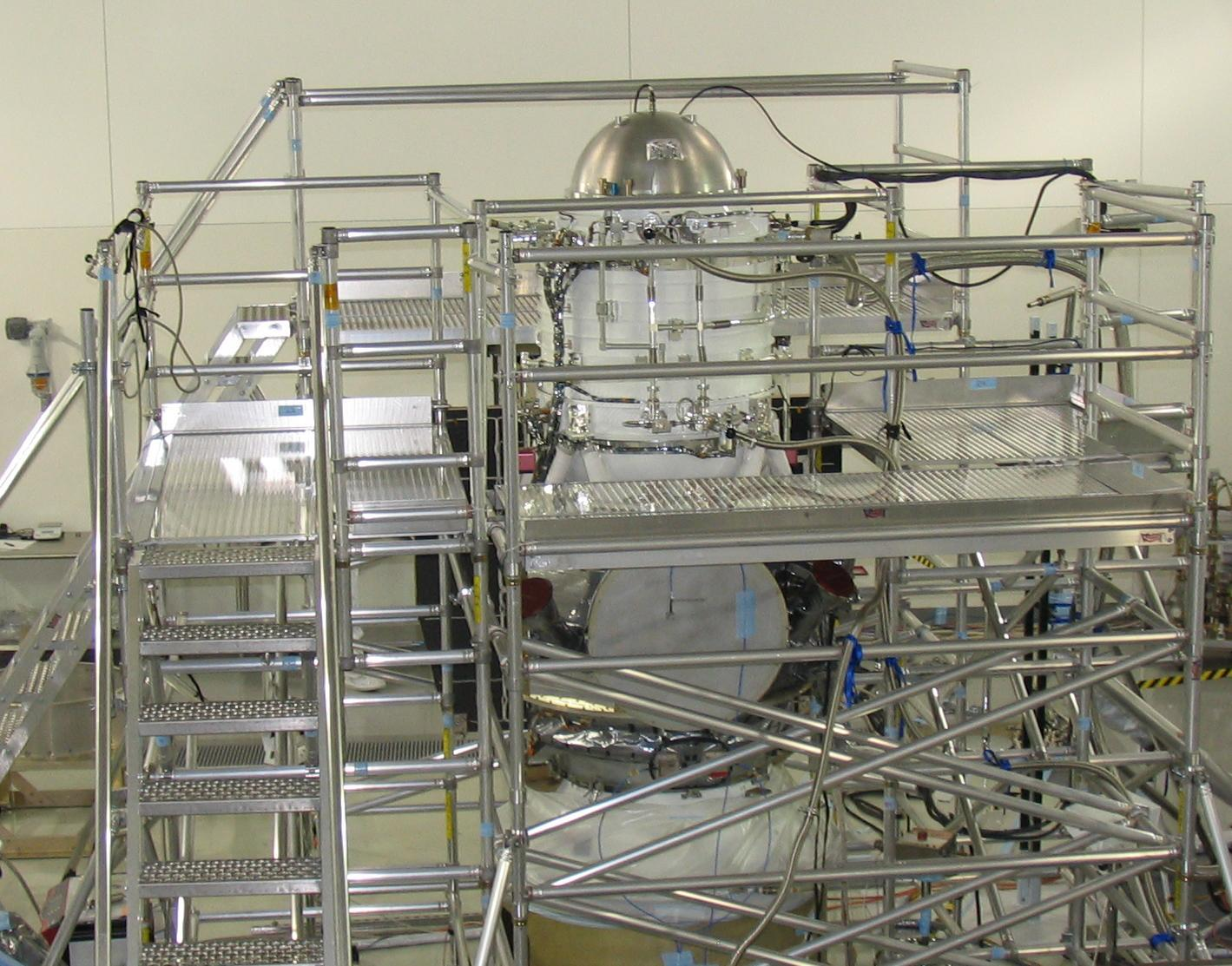
ابزار فروسرخ WISE ناسا سرد نگه‌داشته شده با زم‌پا. این زم‌پا در بالای آن فضاناو می‌تواند دیده شود.

زَم‌پا (به انگلیسی: Cryostat) (از cryo به معنی بسیار سرد، یخ بستن و stat به معنای ایستادن، پاییدن) دستگاهی‌ست که برای پایین نگه داشتن دمای زم‌زایی نمونه‌ها یا دستگاه‌های نصب شده در زم‌پا به کار می‌رود. دماهای پایین ممکن است در یک زم‌پا با استفاده از روشهای گوناگون سردسازی، معمولاً با استفاده از حمام شاره‌ی زم‌زایی مانند هلیوم مایع حفظ شود. از این رو معمولاً در یک شناور هم‌گذاری می‌شود، در ساختار همانند به فلاسک خلأ است. زم‌پاها کاربردهای پرشماری در علوم، مهندسی و پزشکی دارند.